# Asclepias similis
Asclepias similis är en oleanderväxtart som beskrevs av William Botting Hemsley. Asclepias similis ingår i släktet sidenörter, och familjen oleanderväxter. Inga underarter finns listade i Catalogue of Life.